# 慢性疾患
慢性疾患（まんせいしっかん、Chronic Condition）とは、 徐々に発症して治療も経過も長期に及ぶ疾患の総称である。
糖尿病や高血圧、高脂血症などに代表される。その原因は生活習慣病によるものと、腎疾患、リウマチ・アレルギー性疾患などが挙げられるが、その定義は機関によって異なる。